# Jugoslavia ai XV Giochi olimpici invernali
La Jugoslavia partecipò ai XV Giochi olimpici invernali, svoltisi a Calgary, Canada, dal 13 al 28 febbraio 1988, con una delegazione di 22 atleti impegnati in sette discipline.